# Историја Италије
Апенинско полуострво било је настањено људима још пре 43.000 година. Период Неолита започиње око 6000. године п. н. е, а бронзано доба око 1500. године п. н. е. Период бронзаног доба поклапа се са доласком Индоевропских народа на Полуострво. Прву велику цивилизацију на Апенинском полуострву створили су Етрурци чија ће цивилизација врхунац достићи у 6. веку п. н. е. Од 3. века п. н. е. Италија је у саставу Римске републике. Римска република постојала је до 27. године п. н. е. када је успостављено Римско царство. Од 395. године Италија је у саставу Западног римског царства. Након пада Западног римског царства, Италија је у рукама Германа, најпре Одоакара, а касније Острогота. Након краткотрајног успостављања византијске власти, Италија се од 568. до 774. године налази у саставу Лангобардског краљевства. Године 774. осваја је франачки краљ Карло Велики. Неколико година касније формирана је Краљевина Италија. Она ће Верденским споразумом из 843. године припасти Лотару I, Карловом унуку. Од 951. године Италија је у саставу Светог римског царства. Позни средњи век у Италији обележен је борбом папа и царева Светог римског царства за контролу над Италијом.
Почетком новог века Италија је поприште борбе великих сила за контролу над Апенинским полуострвом у Италијанским ратовима. По завршетку Италијанских ратова, италијанским државама наметнута је хегемонија Шпанске империје. Након Рата за шпанско наслеђе, хегемонију успоставља Аустрија. Током Француских револуционарних ратова, Италију ослобађају Французи. Године 1800. успостављена је Краљевина Италија. По завршетку Наполеонових ратова, Италија је поново под хегемонијом Аустрије. Италијанске државе покрећу борбу за ослобођење и уједињење. Италија је уједињена до 1870. године када је проглашена Краљевина. У Првом светском рату Италија учествује на страни Савезника. По завршетку рата долази до економске кризе услед чега настаје фашистички покрет. У Другом светском рату Италија је на страни сила Осовине. По завршетку рата Италија је проглашена Републиком.

## Праисторијска Италија
Апенинско полуострво је у праисторији имало другачији облик од данашњег. Током последњег леденог доба, острва Елба и Сицилија били су повезани са копном. Јадранско море је било далеко мање. Алати од кремена пронађени на полуострву доказују да су људи били присутни у Италији још пре 1,5 милиона година.. Неандерталац је насељавао Италију пре око 50.000 година п. н. е. (крај плеистоцена). Индоевропски народи мигрирали су у Италију током бакарног доба и то у четири таласа. Прва миграција догодила се средином 3. миленијума п. н. е. Култура Ремедело била је заступљена у долини реке По. Други талас догодио се током бронзаног доба, с преласком из 3. и 2. миленијум п. н. е. (Култура звонастих пехара). Средином 2. миленијума п. н. е. долази до трећег таласа који формира културу Терамара Људи Терамаре бавили су се земљорадњом, металургијом и ловом. Четврти талас миграција, почетком 1. миленијума п. н. е, доводи до формирања Прото-виланова културе. Прото-вилановска насеља лоцирана су у северној и средишњој Италији

## Стари народи Италије
Око 800. године п. н. е. долази до досељавања народа на Апенинском полуострву. У периоду између 8. и 6. века п. н. е. долази до формирања грчких колонија на југу Италије. У 4. веку п. н. е. доселили су се Келти. Од старих народа Италије најпознатији су Лигури. Лигури су насељавали обалу Тиренског мора, од ушћа Арна до Роне.. На североистоку Полуострва живели су Венети. Према легенди коју је сачувао Тит Ливије, Венети су Тројанци и Пафлагонци који су се након пада Троје доселили на ушће реке По Најбројнија група били су Италици. Они су се делили у две скупине: Латино-Фалиске и Оско-Умбре. Од илирских племена Италију су насељавали Месапи, Салентини, Јапиги и Пеуцети

### Етрурци
Око 1000. године п. н. е. појављују се Етрурци. Њихово порекло је загонетно, а језик не спада у групу индоевропских. Дионисије из Халикарнаса сматрао је Етрурце аутохтоним становништвом Италије. Хеланик је сматрао да су Етрурци у ствари Пелазги који су променили назив у Тирсене доселивши се у Италију. Херодот је представник теорије о малоазијском пореклу Етрураца коју историчари углавном и данас прихватају.. Етрурска култура налазила се на високом ступњу о чему сведоче сачувани саркофази, фреске, статуре и остаци архитектуре. Етрурска уметност развијала се под утицајем грчке и картагинске уметности Етрурска религија била је обојена мрачним тоновима. Нарочиту важност међу боговима имале су две групе од по три бога: Тинија, Уни, Менрва и Мант, Манија и бог земље
Етрурци нису образовали јединствену државу већ лабави Етрурски савез који је обухватао 12 етрурских градова (Тарквинији, Цере, Веји, Фалерији, Вулци, Руселе, Ветулонија, Популонија, Волатере, Клузијум, Перузија, Арецијум).. Најстарије уређење градова било је монархијског типа. У 6. веку п. н. е. јачање аристократије ослабило је власт краља, па је монархија замењена републиком У то време пада и врхунац моћи Етрураца. Савез је једно време држао у покорности целу Северну и Средњу Италију одупирући се колонизаторским покретима Грка ка унутрашњости Полуострва

### Велика Грчка
Грчки колонизаторски покрети у правцу јужне Италије, Сицилије и Западног Медитерана били су најинтензивнији и најранији. Разлог за то су повољни услови за насељавање, изградњу лука и плодна земља. Према традицији, најстарија грчка колонија у јужној Италији је Кима (латински: Кума) у Калабрији. У оснивању су учествовали становници Халкиде, Еретрије и Киме Еубејске. На крајњем југу Апенинског полуострва, Спартанци оснивају Тарент (у Тарентском заливу), а Ахајци Сибарис и Кротон. Становници Сибариса основали су Метапонт и Посидонију.
Сицилија је у време доласка Грка већ била насељена. Сем староседеоца (Сикула, Сикана и Елима) ту су били и Картагињани који су основали значајан Панормус. Од грчких колонија најзначајнија је била коринтска Сиракуза. Најстарија колонија била је Наксос (основана 735. године). Остале значајне колоније биле су: Катана, Леонтина, Занкле, Мегара Хиблејска, Химера, Тауромениј.

## Римски период

### Римско краљевство
Према легенди, Рим су основали Ромул и Рем, потомци тројанског принца Енеје 753. године п. н. е. Археолошки налази потврђују да пре 8. века п. н. е. није постојало насеље на Капитолу. Ромул и Рем су били унуци Нумитора, владара Алба Лонге, заједно са својим братом Амулијем. Амулије је збацио Нумитора и прогласио се за јединог владара, а Нуминторову ћерку је заклео на доживотно девичанство. Реа Силвија је своја два сина близанца бацила у реку. Корито је, међутим, доспело на суво, а дечаке је подојила вучица која је сишла да пије воду. Након тога их је пронашао Фаустул и повео их са собом. Када су одрасли, Ромул и Рем су организовали заверу и убили Амулија, а свога деду вратили на престо. Сами су основали нов град на месту где их је вучица пронашла. Убрзо долази до сукоба око имена града (били су близанци па се спор није могао решити принципом старешинства). Ромул је на крају убио Рема и град назвао по себи.
Ромул је донео римске законе, створио сенат од 100 људи (од којих су касније настали патрицији) и водио ратове против околних народа. Организовао је отмицу Сабињанки како би спречио изумирање грађана. Против Рима је формирана коалиција многих народа, али их је Ромул све победио. Са Сабињанима је склопио мир и две државе спојене су у једну. Ратовао је и против Веја. Живот је завршио тако што га је олуја однела у висине.. Уследио је интерегнум од годину дана након кога је за краља изабран Нума Помпилије. Он је преуредио свештеничке положаје, поделио годину на 12 месеци и старао се о одржању мира. Наследио га је Тул Хостилије који је био ратоборнији и од Ромула. Борио се против Алба Лонге, Веја и Сабињана. Алба Лонга је поражена, а њени грађани пресељени у Рим. Следећи владар, Анко Марције, утврдио је церемонијал за објаву рата, ратовао са Латинима и основао Остију. Следећи владар звао се Тарквинније. Он није потицао из Рима већ је у њега побегао из Етрурије. Увео је циркус и друге етрурске обичаје. Убили су га Анкови синови после чега је на власт дошао Сервије Тулије. Он је најпознатији по подели народа у класе и центурије. Увео је плаћање пореза и спровео попис становништва. Рим је тада имао 80.000 становника. Сервије је убијен по налогу Тарквинија Охолог који преузима власт Тарквиније је терором одржавао своју власт. Побуну су организовали Луције Јуније Брут и Тарквиније Колатињанин. Тарквинију су затворене капије града и изречено му је прогонство. Њих двојица потом су изабрани за прве римске конзуле

### Римско освајање Италије
У време када је Краљевина замењена Републиком, римска држава није била ни моћна ни велика. Област Рима сводила се на Седам брежуљака, а Етрурци су и даље били доминантна сила у северној и средњој Италији. Године 508. Римљани склапају први уговор са Картагином. ко 500. године Рим улази у сукоб са другим латинским градовима. У рату односи победу у бици код Регилског језера.. У доба ране републике, Римљани су водили ратове са Еквима, Волсцима и Сабињанима. Од Етрурских градова, Рим је највише угрожавао град Веји са којим Римљани воде ратове око солана на доњем Тибру. Последњи рат трајао је једанаест година и завршен је римским освајањем града Веји након чега су Римљани овладали доњим током Тибра (396. п. н. е.). Године 390. или 387. п. н. е. Гали нападају Клузијум који тражи помоћ од Рима. Римљани су се одазвали позиву, али су поражени код Алије Три дана касније Гали улазе у небрањени Рим, пљачкају га и разарају. Римљани су се, међутим, склонили на Капитол (према предању, на долазак Гала упозориле су их гуске) одакле су одбијали све галске нападе до закључења мира. Гали су се повукли у замену за плаћање откупа. Галски напад успорио је успон Рима за наредне три деценије и знатно је умањио његов углед међу осталим латинским градовима
Од 340. до 338. године Рим је водио рат против Латинског савеза. Рат је завршен римском победом. Латински савез је распуштен. Неки од градова сачували су унутрашњу аутономију, други су укључени у римску заједницу и признато им је право грађанства, а трећи су остали са половичним грађанским правом.. У наредном периоду Рим води ратове против Самнита. У Првом самнитском рату (343—342), Римљани освајају Кампанију. У Другом самнитском рату (327—304) су Самнити потпуно поражени и приморани на савез са Римљанима. У трећем самнитском рату (298—291) Самнитима се придружују Гали и Етрурци. Након победе у овом рату, Римљани постају господари средње Италије На југу је највећи непријатељ Рима била спартанска колонија Тарент. Будући да није располагао сопственом војском, Тарент је унајмио војску епирског краља Пира, једног од последњих дијадоха. У првом периоду рата, Римљани од Пира доживљавају поразе. Међутим, у последњој бици (код Беневента 275. године п. н. е.), Римљани односе победу. Након повлачења Пира, Тарент се предао. Јужна Италија брзо је пала у римске руке

### Италија у доба Републике
Остваривши контролу над читавим Апенинским полуострвом, Римљани улазе у сукоб са Картагином. Картагина је била феничанска колонија града Тира основана крајем 9. века п. н. е. Након пада Тира под власт Нововавилонског царства (Набуходоносор, 587. п. н. е.), Картагина је опстала као независна држава. У наредном периоду успоставила је таласократију у области Западног Средоземља. Сицилија је након Сицилијанских ратова подељена између Картагине (западна страна) и Грка (источна страна).
Римљани су са Картагином водили три рата између 264. и 146. године. Ови ратови познати су као Пунски ратови (Римљани су Картагињане називали Пунима по Феникији).. У Првом пунском рату (264—241), Римљани су овладали Сицилијом. Економски исцрпљена Картагина суочила се са побуњеним најамницима у Либијском рату. Римљани су искористили њену заузетост и прикључили својој држави Сардинију и Корзику. Трећи пунски рат (149—146) завршен је разарањем Картагине. Сицилија, Сардинија и Корзика постале су прве римске колоније Након уништења Селеукидског и Антипатридског краљевства (делова царства Александра Македонског подељеног током ратова дијадоха), Римска република постаје доминантна сила на Медитерану. Административно, само је територија Апенинског полуострва до реке Рубикон на северу сматрана Италијом. Данашња северна Италија била је део провинције Цисалпинске Галије. Цисалпинска Галија је тек у време Октавијана Августа прикључена провинцији Италији Сардинија и Корзика чиниле су посебну провинцију.
Године 135. п. н. е. избио је Први устанак робова на Сицилији. Римљанима је требало две године да га угуше. У северној Италији војсковођа Гај Марије нанео је пораз Кимбрима у бици код Верцеле 101. године п. н. е. Истовремено су се Римљани по други пут морали суочити са устанком робова на Сицилији.
Постојале су две форме укључивања у римску државу: инкорпорација и савез. Становници инкорпорираних области стицали су римска грађанска права. Савезници, формално независни, нису имали грађанска права ни право вођења спољне политике. Године 90. п. н. е. избио је Савезнички рат у коме су се римски савезници у Италији изборили за грађанска права (Lex Plautia Papiria).
У првом веку п. н. е. Италија је често била поприште грађанских ратова. У грађанском рату Гаја Марија и Корнелија Суле, у Риму су два пута извршене проскрипције.. Устанак је 78. године подигао конзул Марко Емилије Лепид. Помпеј му је нанео пораз у Северној Италији. Од 73. до 71. године п. н. е. Римљани су водили рат против робова предвођених Спартаком. Године 62. п. н. е, Луције Сергије Катилина сковао је заверу коју је открио конзул Марко Тулије Цицерон. Године 56. п. н. е. одржан је састанак у Италијанском граду Луки на коме је обновљен споразум између тријумвира Помпеја, Цезара и Краса. У северној Италији вођен је 42. године п. н. е. Мутински грађански рат између Октавијана Августа и Марка Антонија, а следеће године и Перузински грађански рат Провинцију Италију створио је цар Октавијан Август 30. године п. н. е.

### Италија у периоду Римског царства
Током периода Pax Romana провинција Италија напредовала је знатно брже од осталих римских провинција. Током кризе 3. века и римских освајања на Истоку, Италија постепено губи свој значај. Ово је постало очигледно након Диоклецијанове административне поделе царства. Италија је подељена на две дијецезе које нису обухватале само италске, већ и друге области: дијецеза Италија обухватала је приалпинска подручја, а Римска дијецеза јужну Италију и острва. Од 330. године Римско царство добило је нову престоницу - Константинопољ. Египатско жито сада није снабдевало Рим већ нову престоницу Након смрти цара Теодосија 395. године, Римско царство подељено је на Источно и Западно.
Главну опасност по Западно римско царство престављали су Визиготи. Године 401. под вођством Алариха, Визиготи нападају Северну Италију. Аларих је склопио мир са западноримским војсковођом Стилихоном. Погубљење Стилихона био је повод да Аларих 408. године обнови рат са Западним римским царством. Две године касније Визиготи пљачкају Рим. Након тродневне пљачке, Визиготи се повлаче у Галију. Западно римско царство након 410. године није могло одолевати навалама варвара. Постепено је губило територије на Западу. Галију су заузели Франци, Визиготи и Бургунди, Шпанију Визиготи, а северну Африку Вандали и Алани. Године 455. Вандали под Гајсерихом поново пљачкају Рим након чега освајају Сардинију и Корзику Германски војсковођа Одоакар заузео је 476. године Рим збацивши са власти последњег Западноримског цара Ромула Августула. Пад Западног римског царства обично се узима за крај старог века.

## Средњовековна Италија

### Одоакарово краљевство
Након пада Западног римског царства, Одоакар је постао први варварски краљ Италије. Сталним војним акцијама настојао је проширити своју власт и у суседним областима. Одоакар је био у добрим односима са вандалским краљем Гајзерихом. Споразумом између двојице владара, Сицилија је прикључена Одоакаровом краљевству у замену за плаћање данка.. Када је Јулије Непот, бивши западноримски цар, убијен у Салони, Одоакар је преузео задатак откривања и кажњавања убице. Истовремено је проширио своју власт на Далмацију. Иако је био аријанац, Одоакарови односи са Халкедонском црквом били су веома добри. Године 487. Одоакар је покренуо рат против Ругијаца у Норику. Рат је завршен поразом Ругијаца. Одоакар је заробио њиховог краља. Одоакарово јачање заплашило је источноримског владара Зенона који 488. године склапа договор са остроготским владарем Теодорихом Великим Теодорих напада Италију. Одоакар се пред Теодорихом склонио у Равену коју Остроготи опседају. Рат се одужио те су двојица владара склопила споразум по коме ће заједнички владати Италијом. Само неколико дана након склапања споразума, Теодорих је убио Одоакара и сам завладао Италијом (493)

### Остроготска краљевина
Након победе над Одоакаром, Теодорих постаје краљ Италије као мандатор Источноримског царства. Готско становништво није равномерно населило Италију. Највећи део населио је Падску низију, Лигурију и Северну Тоскану. Населили су и Истру, Далмацију и северну Хрватску (између Саве и Драве). Готи се нису измешали са римским становништвом у Италији. Римски сенат је формално сматран за највиши орган у држави, али је он решавао само питања из живота града Рима. Теодорих је био поглавар и Гота и Римљана. Он је за Остроготе био краљ, а за Римљане доживотни (али не и наследни) вршилац царских компетенција. Административно, држава је била подељена у две префектуре: Италију и Галију.
Теодорих је својој власти подвргао део Аламана, а Бургунде потиснуо у Прованси на реку Дром. Године 504. поразио је Гепиде и освојио Сремску област. Био је познат и по склапању политичких бракова. Због тога је у прве две деценије 6. века био најмоћнија личност Западне Европе.
Ширење поседа остроготске аристократије на рачун Римљана довео је до непријатељства Острогота и Римљана. Године 523. византијски цар Јустин је донео едикт по коме су сви јеретици искључени из државне управе. Тиме је аријанство Острогота стављено ван закона. Теодорихово посланство на челу са папа Јованом I упућено је 525. године цару са циљем да га одговори од ове одлуке. Како Јован није извршио задатак, утамничен је по повратку у Италију. У тамници је и умро 526. године, а шест месеци након њега умро је и Теодорих. Престо је припало Теодориховом унуку Аталариху који је био малолетан те је регентску функцију вршила његова мајка Амаласунта. Остроготска држава губи свој утицај и велики део територија. Амаласунта се удала за рођака Теодата како би придобила наклоност племства. Теодат ју је убрзо утамничио. Јустинијану је то био повод за покретање рата. Теодату је упућен ултиматум да се одрекне престола у корист византијског цара. Како је овај то одбио, избио је двадесетогодишњи Готски рат. У првом делу рата (535—540) војсковођа Велизар осваја Рим и протерује Остроготе преко Поа. Након његовог повлачења, нови остроготски краљ Тотила поново осваја Италију. Нови византијски војсковођа био је Нарзес. Нарзес односи победу у бици код Тагине у којој Тотила гине. Византинци су учврстили своју власт тек 554. године. Византинци су обновили Италску префектуру, али без Африке и Далмације. Истра и Венеција организоване су као посебна војводства.

### Лангобардско краљевство
Први талас лангобардске најезде у Италију дошао је 568. године када насељавају Падску низију све до Апенина. У периоду од 574. до 584. године Лангобарди насељавају целу северну Италију и деле је на тридесетак војводства. Одатле продиру ка унутрашњости полуострва, протерују Византинце и оснивају војводства Сполето и Беневент. Византинцима је остао Напуљски залив, Апулија, Калабрија, Тоскана и римска област. Средиште римске моћи на Апенинском полуострву постао је Равенски егзархат. Престоница Лангобарда била је Павија. Лангобарди су у Италију дошли као аријанци. Почетком друге половине 7. века, Лангобарди напуштају аријанство и примају католицизам. Царство је 680. склопило мир са Лангобардима и признало тренутно стање. Најуспешнији лангобардски владар био је Лиутпранд који је 729. године успео наметнути своју власт војводствима Беневент и Сполету.
Године 749. на лангобардски престо долази Аистулф. Две године касније осваја византијски Равенски егзархат и угрозио сам Рим. Папа Захарије обратио се за помоћ франачком мајордому Пипину Малом. За узврат му је, на основу Константинове даровнице, дао благослов за свргавање Хилдерика и Меровиншке династије. Пипин је покренуо два војна похода против Аистулфа и приморао га да се одрекне новоосвојених територија које је прикључио Риму. Ова Пипинова даровница представља почетак Папске државе која ће постојати све до уједињења Италије 1870. године, а постоји и данас као држава Ватикан
Последњи лангобардски владар био је Дезидерије, Аистулфов наследник. Сукоби папе Хадријана и Дезидерија изазивају интервенцију Карла Великог који стаје на папину страну и осваја Павију 774. године. Карло је себе прогласио краљем Лангобарда.

### Италија до 951. године
Истовремено са франачким освајањем су у целој северној Италији постављени франачки грофови и војна упоришта. Године 780. Карло је формирао Италијанску краљевину која је обухватала подручје целог Апенинског полуострва сем Напуљског залива, Калабрије, источног дела Апулије и Сицилије. За краља је поставио свог сина Пипина. Истра је Италијанској краљевини припојена 788. године. Карло је 800. године крунисан за римског цара од стране папе Лава III. Био је то повод за избијање франачко-византијског рата који је завршен 812. године поразом Византије. Склопљен је споразум по коме византијски цар признаје титулу цара. За узврат, Карло је Византији гарантовао безбедност византијских територија на Апенинском полуострву.
До 951. године територија данашње Италије била је подељена између више држава: Карлове краљевине Италије, византијских територија, територије лангобарских војводстава Беневент и Сполето на југу Италије и територију Венеције која је формално била у вазалном односу према Византији. Карла је наследио Лудвиг I Побожни током чије владавине је у Каролиншком царству беснео рат између његових синова. Рат је окончан две године након Карлове смрти, Верденским споразумом. Лујев најстарији преживели син, Лотар I, задржао је титулу цара, али су његова два брата били суверени владари својих територија. Тако је Франачка држава престала да постоји као целина. Лотарову државу, која је обухватала северне делове Италије, његов син Луј II Каролинг прогласио је краљевином
Између 859. и 861. године Нормани су упловили у Средоземно море и напали Италију (Пизу и Тоскану). Након смрти Луја II, италијански краљ постаје Карло Ћелави. Након његове смрти италијанску круну понео је Карло Дебели под којим је Каролиншко царство по последњи пут уједињено.. Након Карлове смрти 888. године Италија је припала Беренгару Фурланском. Против његове кандидатуре побунио се Гвидо од Сполета. У сукоб се умешао Арнулф Карантанијски и 894. године преузео италијанску круну. Тамо га је ударила кап те се морао вратити у Немачку где је провео остатак живота. Након неуспеха Арнулфа Карантинског да заузме Италију, цар Италије постао је Гвидов син Ламберт, војвода Сполета (896—898) Наследио га је Беренгар Фурландски (898—924) који се за власт борио против Луја III, краља Провансе. Следећи владар, Рудолф II Бургундијски (924—926), збачен је у рату са Игом, грофом Арла који је преузео царску круну (926—947). Током Игове владавине Италија је раздељена на низ световних и црквених државица. Након Игове смрти и смрти његовог сина Лотара II (947—950), на власт је дошао Беренгар II од Ивреје (950—951) оженивши се Аделадом, Лотаровом удовицом Беренгар је по доласку на власт утамничио Аделаду. Њен брат, Конрад Бургундијски, затражио је помоћ од Отона I, немачког краља. Отон је 951. године освојио Италију. Једанаест година касније Италија је прикључена Немачкој.

### Јужна Италија
Још током владавине Лудвига Побожног долази до напада муслиманског племена Аглабида на Италију. Године 846. муслимани су напали сам Рим и након пљачке се повукли. Неколико година касније Сарацени оснивају емират на територији Барија. На позив византијског цара, немачки цар Лудвиг II интервенише и осваја Бари након дуге опсаде. Сарацени 878. године освајају Сицилију и њен главни град, Сиракузу.
Половином 11. века нормански племићи Роберт Гвискард, Виљем и Рожер дошли су у Италију како би приграбили поседе за себе. Роберт Гвискард завладао је Апулијом и Калабријом. Године 1071. Гвискард је освојио Бари, последње византијско упориште у Италији.
Робертов брат Рожер довршио је 1095. године освајање Сицилије од муслимана и 1103. године понео је титулу сицилијанског грофа. Владао је до 1154. године, а свој утицај проширио је и на северну обалу Африке (од Триполија до Туниса).. Папа му је доделио титулу краља Сицилије. Афричке територије су након Рожерове смрти освојили Алмохади, а Сицилију је Рожерова ћерка у мираз донела Хенрику VI. Убрзо је краљ Сицилије постао Карло Анжујски Арагонски краљ Петар III оженио је ћерку незаконитим сином Хенрика те је сматрао да полаже право на Сицилију. Због тога је побунио становништво Сицилије које је подигло побуну против француског становништва и поклало 3000 до 4000 Француза (Сицилијанско вечерње). Петар је постао краљ Сицилије, а његови потомци носили су ову титулу све до краја средњег века

### Италија у позном средњем веку
Отоново царство било је мањег обима од Каролиншке државе. Обухватало је само Немачку и део Италије. Од времена крунисања Отон за цара почињу "италијански походи" немачких царева.. Ослањајући се углавном на ситне немачке ритере, цареви пљачкају богату Италију и држе у потчињености папу. Отон III је чак живео у Риму до пред крај своје владавине. У првој половини 11. века долази до борби за папску столицу између тројице претендената. Владар Хенрик III збацио је све три папе и на престо поставио Александра III. Тиме је папска столица ослобођена утицаја италијанских феудалаца и потчињена царској круни. Од 1073. до 1122. царско-папски сукоби достигли су врхунац у Борби за инвеституру. Нови папа, Гргур VII, ушао је у сукоб са царем Хенриком IV око права постављања црквених великодостојника. Борба за инвеституру вођена је, са променљивим исходима, све до 1122. године. Окончана је Вормским конкордатом. Вормски конкордат представља први документ те врсте. У првој половини 12. века долази до већег осамостаљивања италијанских градова. Градови су добијали права самоуправе, ковања новца, убирања пореза, контроле над трговином и сл. Светоримски цар Фридрих Барбароса (1152—1190) предузимао је више похода на Италију. Фридрих је 1162. године освојио Милано, најјачи град Ломбардије. У сврху одбране од његових напада, северноиталски градови образују 1162. године Ломбардски савез. На страни северноиталских градова био је и папа Александар III. Савез је Фридриху нанео тежак пораз код Лењана 1176. године. Фридрих се следеће године измирио са папом, а учврстио је своје везе и на Сицилији где је свог наследника Хенрика оженио принцезом Констанцом. Мир између папе и цара није задовољио ниједну од страна. Током 12. и 13. века Италију ће потресати сукоби присталице папа (Гвелфи) и царева (Гибелини) Фридрих је погинуо у Трећем крсташком рату. Неколико година касније на папску столицу долази Иноћентије III који је искористио рат Велфа и Хоенштауфоваца за немачку круну да ослободи Италију немачког сизеренства. Фридрих II Хоенштауфен (1212—1250) завладао је и Сицилијанском краљевином. Фридрих је блиско сарађивао са муслиманима. Током његове владавине формирана су муслиманска упоришта на Сицилији и јужној Италији То је, природно, наишло на отпор папа. Фридрих је више пута екскомунициран. Након Фридрихове смрти папа на Сицилију позива Карла Анжујског и помаже му да учврсти власт. Погубљење последњег припадника династије Конрадина означило је крај династије Хоенштауфен (1268) и крај немачких инвазија на Италију. Из борбе царева и папа Италија је изашла још расцепанија него раније.
Након пада Хоенштауфоваца, Италија је постала фактички независна од Светог римског царства. Тада се територија данашње Италије састојала од три дела: Јужни део или Сицилијанска краљевина под Карлом Анжујским, средњи део који су чиниле Папска држава, Тоскана, Фиренца, Пиза, Сијена и северни део у коме су се налазиле две моћне трговачке државе (Млетачка и Ђеновљанска република), Милано, Верона, Падова, Пјаченца, Парма и неколико феудалних области (војводство Савоја и маркизати Монферат и Салуцо). Након Сицилијанске вечерње из 1282. године Карло Анжујски збачен је са престола, а Сицилија је припала арагонском владару Педру III. Четрнаести век у Европи обележен је Авињонским ропством папства. Феудалци у папској области осилили су се током Авињонског ропства. Године 1347. збачена је власт феудалаца у Риму и проглашена је република на челу са Кола ди Ријенцијем. Француски краљ Карло предао је Ријенција папи Клименту чиме је његов устанак угушен. Велика Шизма решена је на сабору у Констанци (1414—1418). Папска овлашћења су умањена, а на сабору у Базелу (1431—1447) потврђена је одлука сабора у Констанци да је сабор изнад папе.

### Ренесанса
Од 14. века у Италији, где је најраније дошло до процвата градова, долази до јављања новог широког покрета који је добио назив "Препород" или "Ренесанса". Ренесанса је довела до преврата у свим областима духовне културе, књижевности, уметности, филозофији, науци и до знатних промена у погледу на свет. Носиоци нових погледа на свет прозвани су "хуманистима". Историја ренесансе може се поделити у два периода: први (од 14. до 15. века), тј. период успона и пуног процвата ренесансе и позна ренесанса (16. век) када долази до опадања са достигнуте висине. Римска црква у првом периоду ренесансе покрет није сматрала опасним и на хуманисте није гледала као на противнике. Чак су и поједине папе, попут Николе V и Пија II, припадали реду хуманиста. За време ових папа у Риму се окупља читава група хуманиста која, по налогу папе, преводи грчке и латинске текстове Крајем 15. века ренесанса и хуманизам шире се из Италије и у остале државе Западне Европе.

## Италија у новом веку

### Италијански ратови
Италијански ратови су вођени крајем 15. и у првој половини 16. века за доминацију у Италији. Крајем 15. века, када у Западној Европи настају централистичке државе са националним основама, Италија је била распарчана на низ малих, војнички слабих и међусобно завађених држава. Француска, Шпанија и Немачка предузимају низ похода ради освајања тих држава, што је уједно била и њихова међусобна борба за доминацију и превласт у овом делу Европе. У Италијанске ратове увучена је и Русија и Османско царство, као и већина италијанских државица.
Након победе француског краља Луја XI над бургундијским војводом Карлом, Француска се одлучно почела борити против експанзије Хабзбурговаца на северозападу њених граница. Лујев син Карло VIII није наставио очеву политику, већ је за експанзију изабрао Апенинско полуострво. Француска је у Италији већ поседовала Грофовију Асти коју је династија Орлеан добила 1395. године као мираз Валентине Висконти, жене војводе Луја I Орлеанског. Након изумирања Анжујаца (1481. година), Прованса се ујединила са Француском, а Карло је одлучио деловати у складу са старим наследним обичајима по којима су Анжујци полагали наследно право на Напуљско краљевство које су им одузели Арагонци из Шпаније. Први италијански рат отпочео је 1494. године, нападом Карла на Напуљ. Уз кратак прекид, рат је завршен 1498. године поразом Француске.
Други италијански рат отпочео је већ следеће године новим нападом француског краља на Милано. Краљ Луј XII склопио је договор са Фердинандом Арагонским око поделе интересних сфера у јужној Италији. Међутим, убрзо избија сукоб између двојице владара у коме је успешнији био шпански краљ.
Трећи италијански рат или рат Камбрејске лиге вођен је од 1508. до 1515. године. Папа Јулије II формирао је Камбрејску лигу за борбу против све моћније Млетачке републике. У рат су се умешале и Француска, Шпанија и Свето римско царство. Током рата су често мењане стране. Завршен је победом француско-млетачке коалиције над шпанско-немачко-италијанској коалицији.
Између 1515. и 1559. године Италијански ратови представљају сукоб интереса династија Хабзбург и Валоа на Апенинском полуострву. Споразумом у Като-Камбрезију окончани су Италијански ратови. Већина италијанских држава (Милано, Напуљ, Сицилија, Сардинија) потпали су под шпанску контролу. Независност су сачувале једино Савоја и Венеција.

### 16. и 17. век
У периоду од 1559. до 1796. године Италија се налазила најпре под влашћу Хабзбуршке Шпаније (до 1713. године), а потом под аустријском влашћу. У Италији је и поред економских тешкоћа започео дуготрајан период мира. Економски пад био је условљен помаком центра трговине са Средоземља на Атлантик након великих географских открића. Млетачка република наставила је борбу против Османлија за контролу над Источним Средоземљем. И поред победе Свете лиге над Османлијама у бици код Лепанта, Турци освајају Кипар и Тунис, а хришћанске државе, растрзане међусобним сукобима, нису успеле да искористе победу. Папа Гргур XIII извршио је 1582. године реформу календара. Протестантске државе прихватиле су Грегоријански календар у 17. и 18. веку, а православне тек након Првог светског рата.
Протестантска реформација поделила је Европу у два табора због чега је Папска држава изгубила много од свог угледа. И поред Аугзбуршког мира из 1555. године којим су изједначена права протестаната и католика, сукоби су настављени. Папе су покушале да поврате свој углед Контрареформацијом. На Тридентском сабору (1545—1563) потврђено је учење католичке цркве о спасењу, сакраментима, библијском канону, а након њега уједначен је начин слављења мисе у целој Цркви. Верски сукоби кулминирали су 1618. године када избија Тридесетогодишњи рат у коме је учествовала већина европских сила. Шпанија је рат финансирала делом из пореза које је наметнула италијанским државама. То је продубило економску кризу у Италији. Високи порези изазвали су избијање више устанка у Италији. Најшире размере достигао је устанак у Напуљу 1647. године под вођством Мазањела Рат је завршен следеће године Вестфалским миром.
Током Тридесетогодишњег рата Италија је била погођена новом епидемијом Црне смрти која је однела око милион живота или 25% становништва.. Од куге је до 1656. године умрло 43% становништва Напуљске краљевине Историчари сматрају да је драматичан пад италијанског становништва довео до пада Италије као великог економског и политичког центра

### 18. век
Југ Апенинског полуострва посебно је пропао током 16. и 17. века. Напуљ је био један од градова који је претрпео највећу штету изазвану нехигијенским условима, криминалом и шпанском хегемонијом. Због тога су Напуљци поздравили долазак Аустријанаца 1707. године током Рата за шпанско наслеђе. Међутим, убрзо ће увидети да се њихов положај није променио под хегемонијом Аустрије. Беч је, попут Шпаније у Тридесетогодишњем рату, наметнуо италијанским државама високе порезе за финансирање рата. Раштатским миром из 1714. године Аустрија је добила Напуљ, Сардинију и војводство Милано са Мантовом. Тиме је заменила Шпанију као италијански хегемон. Виторио Амадео II, војвода савојски, добио је Монферато и Сицилију, а са њом и краљевску круну.
Шпанија је убрзо након Раштатског мира покушала да обнови своју хегемонију над Италијом. Године 1714. напала је Аустријанце на Сардинији, а 1718. године Пијемонтезе на Сицилији. Резултат је избијање рата Четворне алијансе (Британија, Француска, Свето римско царство и Холандија) против Шпаније (1718—1720). Шпанија је у рату поражена те се морала одрећи претензија према Италији (миром у Хагу). Исте, 1720. године, извршена је размена Сицилије за Сардинију између Аустријанаца и Пијемонтеза. Нови сукоби између Шпаније и Аустрије око Италије вођени су током Рата за аустријско наслеђе (1740—1748). Модена и Ђенова су током рата изгубиле независност, али су је повратиле Ахенским миром 1748. године. Шпанци су у рату потисли аустријског супарника из Напуља, али је аустријски утицај и даље био снажан. Италија се у другој половини 18. века налазила у сличној позицији као у 17. веку. Разлика је била само у томе што је Аустрија заменила место Шпаније, а Савоја је ојачала свој утицај. У таквој ситуацији дочекала је Француске револуционарне ратове.

### Француско освајање Италије
Напредни слојеви италијанског друштва са усхићењем су поздравили Француску револуцију која је код народа побудила тежњу к ослобођењу од феудално-апсолутистичког угњетавања и националном уједињењу земље. Кад је септембра 1792. Француска републиканска војска први пут ушла у Италију, у Савоју, која је припадала сардинском краљу, народне масе су је дочекале са одушевљењем. 21. октобра у Шамбреиу, главном граду Савоје, отворена је народна скупштина. Она је укинула краљевску власт, феудалне обавезе, затворила манастире, конфисковала свештеничка имања и ставила секвестар на емигранству имовину. Одушевљен дочек приређен је војсци Француске Републике и у Ници. Декретима Конвента Савоја и Ница ускоро потом биле су припојене Француској.
Ослободитељске идеје француске револуције брзо су се шириле по целој Италији. Образовани су политички клубови и тајна удружења који су себи поставили за задатак да поведу борбу против феудализма и апсолутизма. Монархијске владе италијанских држава одговориле су на тај покрет свирепим репресалијама против демократа.
Наполеон се са војском појавио у Италији 1796. године. Савојски краљ Виктор Амадео III брзо је поражен и присиљен на мир. Након победе над аустријском војском, Наполеон улази у Милано.. Формиране су бројне државе од територија ослобођених од аустријске власти: Циспаданска република, Транспаданска република, Лигурска република (од Ђенове), Цисалпинска република (спајањем Циспаданске и Транспаданске) и Римска република. Одредбама Кампоформијског мира којим је окончан рат Прве коалиције, Млетачка република изгубила је своју вишевековну самосталност Војна акција руског генерала Суворова током Наполеонове експедиције у Египту и Сирији накратко је поништила француска освајања. Наполеонове победе над аустријском војском у Италији 1800. године уништиле су резултате Суворовљевих победа. Цисалпинска и Лигурска република поново су успостављене. Пијемонт, Парма, Пјаченца прикључене су Француској. Тоскана је претворена у Краљевину Етрурију и предата шпанским бурбонима. Цисалпинска република је 1802. године преименована у Италијанску републику. За председника је изабран сам Наполеон, а за потпредседника ломбардски племић, гром Мелци
Наполеон се 18. марта 1805. године крунисао за краља Италије у Милану.

### Наполеонова Италија
Наполеон је за вицекраља Италије поставио свога брата Ежена де Боарнеа. У наредним годинама, краљевини Италији прикључене су територије преосталих независних држава на Апенинском полуострву (Лигурско, Пармско и Моденско војводство, Напуљска краљевина, Тоскана, Папска држава). Територија читавог Апенинског полуострва била је под контролом Француза. Једино су Сицилија и Сардинија очувале извесну независност.
Либерално-буржоаске реформе које су у периоду Наполеонове владавине изведене у Италији допринеле су чишћењу земље од многих преостатака средњовековног уређења. Наполеонова економска политика претворила је Италију у француску полуколонију своје врсте. Царине на француску робу биле су сведене на минимум, памучне прерађевине могле су се увозити у Италију само из Француске, а свилу и вуну је Италија могла увозити само у Француску. Био је забрањен увоз машина за индустријска предузећа у Италији. Континентална блокада довела је до потпуног мртвила италијанских пристаништа (Млетака, Ђеновљана, Ливорно, Анкона...) која су живела од поморске трговине. Огромне дажбине које је Наполеон наметнуо Италији још више су упропастиле њено становништво. Био је уведен и „данак у крви“, италијанска омладина морала је да ратује за француске циљеве.
Овакво стање у земљи доводило је до незадовољства. 1806. године Наполеон је угушио устанак сељака у планинама Калабрије под вођством калуђера Фра-Дјавола. 1807. године на југу Италије поникло је тајно удружење карбонара (угљара) које је себи дало задатак борбу против француског угњетавања и националну независност. Ипак, покрет у то време није узео већих размера. Након пораза Наполеона код Лајпцига и уласка савезника у Париз, Наполеон је протеран на Елбу, највеће острво у Тосканском архипелагу. Тамо је провео десет месеци након чега је поново покушао обновити Француско царство. Поражен је у бици код Ватерлоа 1815. године након чега је протеран на Свету Јелену где је провео остатак живота. Након Наполеоновог пораза, у Италији је обновљена аустријска власт

## Уједињење Италије
Бечким конгресом поновно је успостављена политичка раздробљеност Италије, иако је број држава сада био мањи: престала је да постоји Ђеновљанска република (заузео ју је Пијемонт), Млетачка република (од 1814. године у саставу Ломбардско-млетачке области које су одредбама Конгреса припојене Аустрији) и известан број мањих кнежевина које су припојене већима. Број држава у Италији сада је био осам: Ломбардско-млетачка краљевина, Пијемонт, Краљевство Две Сицилије, Папска држава, Тоскана, Парма, Модена и мала Лука. Највећи број ових држава био је под посредним или непосредним утицајем Аустрије. Становништво Италије је, сем тога, доста страдало у реакцијама монархистичких држава у Европи након пораза Наполеона.
Покрет за поновно уједињење Италије започели су Карбонари још у време Наполеонових ратова. Основани су 1810. године на југу Италије. Карбонари су подигли револуцију у Напуљу 1820. године. Фердинанд I приморан је да прихвати устав због чега се привремено одрекао престола. Војска Свете Алијансе од 16.000 људи упала је у Напуљ и обновила Фердинандову власт. Исте године угушена је и револуција у Пијемонту на исти начин. Поновно јачање револуционарног покрета отпочело је 1830. године под утицајем Јулске револуције у Француској. Већ 1831. године револуције у Модени и Папској држави угушили су Аустријанци. Исте године је Ђузепе Мацини у Марсеју основао револуционарни покрет "Младу Италију" чији је задатак био да промовише револуционарне покрете.

### Револуција 1848.
Економска и политичка криза која се појавила у свим европским земљама захватила је и Италију већ 1846. године. Криза је изазвала живљи друштвени покрет. Као повод је послужила смрт папе Гргура XVI. Нови папа, Пије IX, био је наклоњен либерализму те је извршио одређене реформе у циљу либерализације. Реформе су одушевиле и самог Мацинија. Пије и Мацини започели су са планирањем устанка против Аустријанаца. Карло Алберт, владар Пијемонта, стао је на страну револуционара.
Револуције су најпре подигли грађани Палерма на Сицилији и Пијемонта. Након избијања револуције у Француској и Бечу, трупе генерала Јозефа Радецког протеране су из Милана, а устанак је подигнут и у Венецији која постаје центар новоформиране Млетачке републике. Након пораза Пијемонта код Кустоце, револуција је накратко прекинута. Новембра 1848. године је обновљена. Проглашена је Римска република, а папа је принуђен на бекство. Након пораза Карла Алберта код Новаре, Аустријанци гуше отпор у Пијемонту, Риму и Млетачкој републици. Тиме је прва фаза борбе за ослобођење завршена.

### Рат из 1859. и уједињење
Након гушења револуције из 1848. године, Италија је и даље остала распарчана. На северу су господарили Аустријанци, а у Риму, сем аустријске, боравила је и француска војска, али и папина швајцарска гарда. Педесетих година 19. века Италију је захватио општи економски полет.. Развитак је био најбржи у Пијемонту, а најспорији у Папској држави и Краљевини Две Сицилије. У исто време оснивају се бројна удружења са задатком да раде на уједињењу Италије. Године 1852. Мацини је безуспешно покушао да подигне устанак у Мантови. Револуционарне идеје подржавао је нови политички вођа Пијемонта, Камило Бенсо ди Кавур. Кавур је био умерени либерал и противник апсолутизма. Године 1858. одржан је састанак Кавура и Наполеона III у Пијемонту. Кавур је обећао Наполеону Савоју и Ницу у замену за подршку у рату са Аустријом. Други рат за уједињење Италије отпочео је априла 1859. године. Француско-пијемонтске снаге односе значајне победе над Аустријанцима код Мађенте (4. јун) и Солферина (24. јун). Устанак је подигнут и у Средњој Италији, у Парми, Модени, делу Ромање и Папској области. Заплашен могућношћу формирања нове јаке средоземне силе, Наполеон се тајно састао са Фрањом Јосифом и израдио услове за мир. Француска је добила Савоју и Ницу и иступила из рата. Следеће године протерана је династија Бурбон из Напуља. Априла исте године избио је устанак на Сицилији. Устанике је помагао Ђузепе Гарибалди. Након победе код Калатафимије цело острво ослобођено је аустријске власти. Фебруара 1861. године отворен је први италијански парламент. Сардински краљ Виктор Емануел II проглашен је за краља Италије. Новоформирану државу прва је признала Британија, а касније и Француска, Швајцарска и САД Године 1861. била је уједињена цела Италија сем Млетачке области и Рима. Гарибалди је следеће године покушао да нападне Рим, али га је зауставила војска Виктора Емануела коме је оштро запретио Наполеон. Гарибалди је прогнан на мало острво Капреру које је било његов посед. Италијани су узели учешћа у Аустријско-пруском рату стајући на страну Пруске. Након пораза Аустрије, Млетачка област предата је Наполеону који ју је уручио италијанској влади. Користећи се неприликама у које је Француска запала приликом рата са Пруском, Италијани 20. септембра 1870. године заузимају Рим. У знак протеста што му је одузета световна власт, папа је остао у Ватикану и изјавио да неће ногом крочити на територију италијанског краља Тиме је завршено уједињење Италије.

## Краљевина Италија

### Од уједињења до Првог светског рата
Након уједињења Италија се нашла у тешком привредном положају. Економски и политички била је зависна од других држава, пре свега Француске, а затим и Немачке и Енглеске. Држава је имала огроман национални дуг од 10.000 лира.. Друге капиталистичке земље већ су заузеле светско тржиште. По уређењу, Италија је била уставна монархија. Краљу је припадала извршна власт, право објаве рата, склапања мира, постављање министара и чиновника, сазивања и распуштања скупштине. Законодавну власт вршио је сенат и народна скупштина Након заузимања Папске области, Пије IX искључио је италијанску владу из цркве, а себе прогласио "ватиканским робом". У првом периоду постојања Краљевине Италије, на власти су били "десничари", представници крупне буржоазије и племства северне Италије Они су се другачије називали "кавуристима". Са друге стране, "левичари" су отворено истицали демократске погледе. Године 1876. образована је левичарска влада на челу са Агостином Депретисом. Са кратким прекидима, његова влада одржала се до 1887. године.
Циљ колонијалне политике Италије осамдесетих година било је освајање најближих територија, оних на афричкој обали (Тунис, Триполи и др). У борби за Тунис, Италија се сукобила са Француском која га је заузела 1882. године. Долази до зближавања Италије и Немачке и Аустро-угарске које образују Тројни савез.. Притом се италијанска влада морала суочити са странком иредената који су захтевали припајање аустријских територија на којима је већинско становништво било италијанско (Тирола и Трст). Године 1887. Италијани су напали Етиопију и створили тамо колонију. Италијанска Еритреја постала је прва италијанска колонија. То је почетак стварања Италијаског колонијалног царства (1889—1943). Од 1887. до 1896. године владу је формирао Франческо Криспи. Криспи је организовао експедицију која би покорила Абисинију, али је, након тешког пораза код Адве присиљен да се, миром у Адис Абеби, одрекне претензија на протекторат и плати Абисинији ратну одштету од 10 милиона лира. Током Криспијеве владе дошло је до устанака на Сицилији и у Милану. Нови устанци захватили су више градова Италије 1898. године. Владине репресалије изазвале су појачану терористичку делатност анархиста. Краља Умберта I (1878—1900) убио је атентатор Анђело Бреши. Нови краљ постао је Виктор Емануел III. Године 1911. Италија је заратила са Османским царством. Рат је Италију коштао 900 милиона лира и много људи У рату је Италија однела победу и освојила Триполис (1912). Италијански империјализам кројио је грандиозне планове пред избијање светског рата. Планови су обухватали контролисање Јадранског, Средоземног и Тиренског мора и проширење у Северној Африци и Малој Азији. Дана 7. јуна 1914. године избио је револуционарни покрет пролетаријата познат под називом "Црвена недеља". Ухапшено је неколико хиљада радника, а погинуло је 20 људи

### Италија у Првом светском рату
Иако је била у савезништву са Немачком и Аустро-Угарском, Италија је по избијању рата прогласила неутралност истичући дефанзивни карактер Тројног савеза. Интереси Италије на Балканском полуострву супротстављали су се аустро-угарским. Користећи се њеним поразима (Церска, Колубарска битка), Италија је 25. децембра 1914. године запосела острво Сезан и Валону. Ослањајући се на покрет ириденте, изразила је жељу за Трстом и јужним Тиролом. Италија преговара са Централним силама око ових територија, а истовремено води преговоре и у Лондону. Они су завршени 26. априла следеће године потписивањем Лондонског уговора по коме Италија (у року од месец дана) улази у рат против Централних сила добијајући за узврат Трст, Горицу и Градишку, Истру, северну и средњу Далмацију са Требињем, Валону, острво Сазан, нека острва у Јадранском мору и учешће у послератној подели Мале Азије и Северне Африке Италија је 3. маја иступила из Тројног савеза и објавила рат Аустро-Угарској. Немачка се ограничила само на прекид дипломатских односа како би сачувала увоз сировина и хране, нарочито памука из САД, који је ишао преко Италије. Аустро-Угарска је изградила план рата против Италије.
На самом почетку рата, Италија напада Горицу. Иако бројније, италијанске снаге нису пробиле аустоугарске одбрамбене линије на Алпима. Аустро-Угарска прелази у контраофанзиву и пробија италијанске линије. Појачања са других фронтова спречили су пад Италије. Следеће године вођене су четири битке на Сочи. У шестој бици односе победу и освајају Горицу.. У следеће три битке на Сочи нису остварени значајнији резултати. Италијани прелазе у напад и пробијају аустријске линије, али се повлаче због лошег снабдевања. Аустријанцима у помоћ пристижу Немци. У бици код Кобарида Италијани трпе велики пораз и губе доста територија. Аустријска офанзива заустављена је у новембру 1917. године појачањима пристиглим из САД, Француске и Британије. У бици на Пијави Италијани наносе Аустријанцима тежак пораз Долази до контраофанзиве Италије која је завршена битком код Виторија Венета. Овом битком завршена је Италијанска кампања. Аустро-Угарска је потписала примирје 4. новембра

### Међуратни период
Након завршетка рата Италија проживљава велику економску и политичку кризу. У жељи да избегну револуцију, буржоазија и велики поседници помажу фашистички покрет под вођством Бенита Мусолинија. Први борбени одреди формирају се 1919. године. Мусолини је 1922. године извршио државни удар и преузео власт. Одмах потом фашисти протерују Комунистичку партију. Мусолини заводи диктатуру. Незадовољство Италије резултатима Првог светског рата доводи до стварања империјалистичке спољне политике. Мусолини је пред спољну политику поставио задатак стварања велике Италије тј. обнове Римске империје. Непосредни циљеви Мусолинија била је контрола над облашћу Средоземља, обезбеђење доминантне улоге Италије на Балкану, ревизија колонијалних мандата и стицање права на нове колоније. Фашистичка спољна политика нарочито је усмерена ка Балкану (Југославија, Албанија, Грчка), француским поседима у Африци (Тунис и др.), деловима француске метрополе (Корзика, Савоја, Ница) и неким британским поседима (Малта, територије на Средњем истоку). Године 1919. Италијани су окупирали Ријеку, а 1924. године је и анектирали. Августа 1921. Италијани анектирају албанско острво Сазан. Лозанским уговором из 1923. године добила је групу Додеканеских острва, а августа исте године окупира Крф. На интервенцију Друштва народа, Италијани се повлаче са Крфа. Године 1927. Италија склапа одбрамбени савез са Албанијом. Следеће године стекла је право да, равноправно са Шпанијом, Британијом и Француском учествује у међународној управи Тангером. У Африци је Француска Италији уступила Тибести у Сахари и Думјеру у Сомалији. Исте године избио је Италијанско-етиопски рат. Од 1936. до 1939. Италија непосредно интервенише на страни Франциска Франка у Шпанском грађанском рату. Италија је анектирала Етиопију и 1939. године напала Албанију. Дана 16. априла италијански краљ проглашен је за краља Албаније.
Јуна 1934. дошло је до првог састанка Хитлера и Мусолинија. Италија се тридесетих година 20. века повезује са нацистичком Немачком и Јапаном. Протоколом од 25. октобра 1936. године образована је осовина Рим-Берлин. Следеће године Италија је приступила Антикоминтерна пакту и иступила 11. децембра из Друштва народа које је проглашено главним непријатељем Италије. Тројни пакт са Немачком и Јапаном потписан је 27. септембра 1940. године.

### Италија у Другом светском рату
Након Хитлерове инвазије на Пољску (1. септембар 1939. године) Велико фашистичко веће објавило је одлуку према којој је Италија заузела став незараћене, али не и неутралне стране. Након британске евакуације са континента и пораза француских снага на Соми и Ени, Италија је 10. јуна 1940. године објавила рат Француској и Великој Британији. Италија је од Француске захтевала Тунис, Алжир, Корзику и Француску Сомалију, као и поморске базе Оран и Казабланка. Уговором о примирју од 24. јуна морала се задовољити само са неколико општина у Алпима, Ментоном и луком Џибути у Француској Сомалији. Грчка је нападнута од стране италијанске војске октобра 1940. године, али је њена војска трпела поразе све до доласка Немаца 1941. године. Немачка и Италија напале су Југославију 6. априла 1941. године. У Африци су Италијани трпели поразе од британских снага. Након битке код Ел Аламејна (1942), Италијани губе Киренаику и Либију, а након пораза код Туниса коначно су избачени из Северне Африке (мај 1943). У сидришту Таранта и бици код Матапана италијанска флота претрпела је тешке поразе од Британаца. Под утицајем пораза на свим фронтовима и незадовољства маса фашистичким режимом, убрзо после искрцавања савезника на Сицилији долази до слома фашизма и изласка Италије из Другог светског рата. Одлуком фашистичког већа, команда над оружаним снагама пренета је на краља, а уставне функције монархије поново су успостављене. Маршал Пјетро Бадољо формирао је нову владу која је потписала капитулацију. Италија је принуђена на обуставу непријатељства, предају ратних заробљеника, демобилизацију јединица и разоружање, стављање ратне флоте под заједничку контролу, а лука и аеродрома на располагање Савезницима, као и на одрицање од колонијалних поседа.
На догађаје у Италији, Немци реагују муњевито. Рим су заузели већ 10. септембра, а два дана касније Мусолини је ослобођен падобранском акцијом на Гран Сасу. Мусолини је под немачком заштитом прокламовао Италијанску Социјалну Републику у Верони. У даљем току рата, Италија је формално у рату са Немачком. Маршал Луфтвафеа, Алберт Кеселринг, потписао је капитулацију немачких снага 28. априла 1945. године. Истог дана Мусолини је погубљен. Париским мировним уговором (10. фебруар 1947) Италија се одрекла свих колонија у Африци, Додеканеза и анектираних подручја на Балкану.

## Италијанска република
Након абдикације Виктора Емануела, престо је преузео његов син Умберто. Међутим, на њему се задржао свега 33 дана. Италијани су се на референдуму изјаснили за републику (2. јун 1946). Републиканска странка освојила је 54% гласова. Мушким члановима Савојске династије забрањен је повратак у Италију. Забрана је укинута тек 2002. године. Године 1947. под притиском Американаца, комунисти су протерани из владе. Хришћанска демократија однела је убедљиву победу на изборима у Италији 1948. године. Следеће године Италија је приступила НАТО пакту. Прикључивши се Маршаловом плану, Италија је педесетих година доживела "економско чудо". Једна је од оснивача Европске економске заједнице (1957) која је касније прерасла у Европску унију
Седамдесетих година Италија пролази кроз период политичке нестабилности познат као "Оловне године". Период Оловних година карактеришу распрострањени друштвени сукоби и терористичке акције.. Врхунац кризе је убиство премијера Алда Мора, припадника Хришћанске демократије. Резултат је склапање "историјског компромиса" између Хришћанске демократије и Италијанске комунистичке партије. По први пут, још од 1945. године, државу су водили премијери који нису припадали Хришћанској демократији, Ђовани Спадолини (либерал) и Бетино Кракси (социјалиста) Током Краксијеве владе привреда се опоравила и Италија је постала пета најјача индустријска држава и ушла у клуб Г7. Међутим, као последица његове политике улагања, италијански национални дуг је стрмоглаво нарастао током Краксијеве ере и убрзо прешао 100% БДП
Италија је деведесетих година поново запала у кризу изазвану политичком парализом, великим јавним дугом и корупцијом познатом под називом Танђентополи (италијански: Чисте руке) у коју су били укључени и чланови Хришћанске демократије.. Хришћански демократи се распадају и деле на неколико фракција (1994). Комунисти су се реорганизовали у социјалдемократе. На изборима 1994. године за премијера је изгласан Силвио Берлускони, оснивач политичког покрета "Напред Италијо" и вођа десног центра. Међутим, он се неколико месеци касније повукао када је Северна лига отказала подршку. До 1996. године премијер је био Ламберто Дини. На изборима 1996. године за премијера је изгласан Романо Проди на челу левичарске коалиције "Маслина" (L'Ulivo). Године 1998. премијер постаје Масимо Д'Алема, бивши комуниста, сада на челу Демократа левица. Алема је 2000. године дао оставку. Од 2000. до 2001. године премијер је Ђулијано Амато, а од 2001. до 2006. Силвио Берлускони. До 2008. премијер је Романо Проди, а од 2008. поново Силвио Берлускони. Дана 12. новембра 2011. Берлускони подноси оставку председнику Италије Ђорђу Наполитану, после губљења парламентарне већине и велике економске кризе која је снашла земљу. Ђорђо Наполитано је за премијера предложио Марија Монтија. На изборима из 2013. године победила је коалиција "Италија опште добро" која није успела да освоји већину у Дому посланика. Странка која је освојила највише гласова била је "Покрет 5 звезда" основана 2009. године од стране Бепе Грила. Након оставке Пјера Луиђија Берсанија (који није успео да формира владу), Ђорђо Наполитано позвао је Енрикеа Лету да формира нову владу Лета је формирао велику коалицију Демократске партије, Народа слободе и Грађанског избора. Функцију премијера Италије службено је преузео 28. априла 2013. године. Лета је поднео оставку 22. фебруара 2014. године. Председник Савета министара Републике Италије постаје Матео Ренци који се налази на челу нове велике коалиције (Грађански избор, Унија демохришћана и центра, Нови десни центар)